# Школа медіаосвіти на Кінбурні

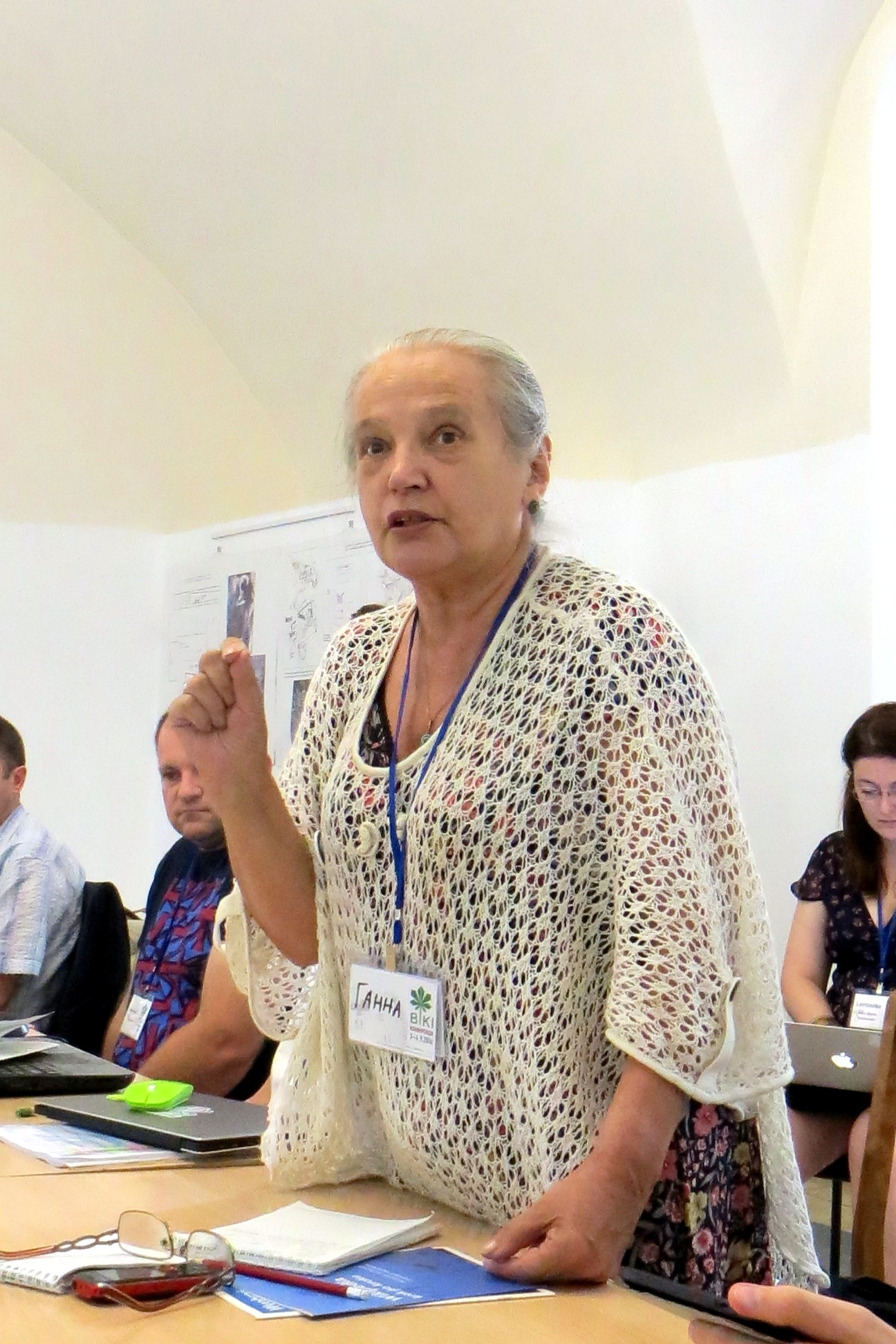
Д.п.н., проф. Онкович Ганна Володимирівна — організатор і лідер Школи медіаосвіти на Кінбурні

Школа медіаосвіти на Кінбурні — український авторський культурно-освітній проєкт з медіаосвіти професора Ганни Онкович. Діяльність проєкту відбувається на Кінбурнському півострові.

## Історія
Проєкт діє з 2005 року.[перевірити]
Ідея систематично продовжувати науково-орієнтоване спілкування виникла в лютому 2015 року в рамках конференції «Мова і культура», коли представники наукової школи Г. В. Онкович зібралися для обговорення розвитку перспектив медіаосвіти в українській вищій школі. На той час значна частина учасників Школи медіаосвіти на Кінбурні захистили кандидатські дисертації з медіаосвітньої проблематики, з проблем вищої школи й успішно реалізовували свої ідеї у навчальному процесі.[ангажоване джерело][перевірити]
З 2015 р. «Школа медіаосвіти на Кінбурні» також опікується Покровською загальноосвітньою школою (директор Васильєва О. Л., с. Покровка, Кінбурн).[ангажоване джерело] У 2015—2018 рр. тут проведені тренінги та майстер-класи для вчителів Покровської ЗОШ із впровадження новітніх технологій навчання STEM (Science, Technology, Engineering and Mathematics), консультації з блоково-тематичного планування навчальних тижнів.[джерело?] Педагоги Покровської ЗОШ мають новітні розробки учасників реально-віртуальної Школи медіаосвіти на Кінбурні.[джерело?]
Влітку 2019 року учасниками Школи медіаосвіти на Кінбурні було проведено перші Професорські читання у сільській школі, в яких взяли участь професори В. С. Білецький (Харків), А. Г. Михайлик (Миколаїв), Г. В. Онкович (Київ), доценти Наталя Духаніна і Артем Онкович з Києва, кандидат наук Юрій Масловський із Харкова, викладач Олександр Саприкін із Києва, а також учителі сільської школи.[джерело?]

## Міжнародна діяльність
20—23 жовтня 2014 року в Дубровнику (Хорватія) відбулася Друга міжнародна конференція медіаграмотності (ECIL). У конференції взяли участь представники понад 50 країн, найбільша їх кількість була зі США — 41 особа, 15 країн було представлено одним учасником. Від України в Дубровнику було два учасники — Олена Каліцева, Аспірантка Інституту вищої освіти, викладач з Миколаєва, активна учасниця школи медіаграмотності на Кінбурні, і Ганна Онкович. Доповідь Ганни Онкович з медіадидактики вищої школи була опублікована у журналі англ. «Communications in Computer and Information Science» європейського видавництва Springer.[ангажоване джерело]. Учасники Школи — нині кандидати наук, доценти відомих українських університетів К.Балабанова, Н.Духаніна, І.Сахневич, А.Онкович, І. Чемерис, О.Янишин та ін.- беруть активну участь у міжнародних і всеукраїнських конференціях, друкуються у відомих наукових виданнях[відсутнє в джерелі][опосередковано].

## Визнання
- За рейтингом всеукраїнського громадсько-політичного тижневика «Освіта» Г. В. Онкович була визнана кращим освітянином 2015 року — лауреатом відзнаки «Засвіти вогонь» — за заснування та ефективне втілення у життя інноваційного проєкту «Школа медіаосвіти на Кінбурні».[5][6]